# Futbolen Klub Sozopol
Il Futbolen Klub Sozopol (in bulgaro Футболен Клуб Созопол?), meglio noto come Sozopol, è una società calcistica bulgara con sede nella città di Sozopol. Milita nella Vtora liga, la seconda divisione del campionato bulgaro.
Disputa le partite interne all'Arena Sozopol (3 500 posti).

## Storia
Fondato nel 2008, nella stagione 2008-2009 il Sozopol si assicurò la promozione nella terza divisione girone sud-est. Dal 2009 al 2014 militò in terza divisione; nel corso di questo periodo si spostò, nel 2012, all'Arena Sozopol, impianto da 2 000 posti, portati a 3 500 nel 2015. Al termine dell'annata 2013-2014 il club, vincendo il campionato, ottenne la promozione in seconda serie, nella stessa stagione in cui raggiunse gli ottavi di finale della Coppa di Bulgaria.
Al debutto in seconda serie, chiuse al sesto posto su sedici squadre. Nella stagione 2015-2016 raggiunse i quarti di finale della Coppa di Bulgaria e ottenne il quarto posto in seconda divisione. Nel 2017-2018 non riuscì a evitare la retrocessione in terza divisione, a causa del penultimo posto in classifica. Nel 2019-2020 il club ha riguadagnato la promozione.

## Palmarès

### Competizioni nazionali
- Treta amat'orska futbolna liga: 2

sud-est: 2013-2014, 2019-2020

## Organico

### Rosa
Aggiornata al 1º febbraio 2020.
| N. |                     | Ruolo | Calciatore                    |
| -- | ------------------- | ----- | ----------------------------- |
| 1  | Bulgaria (bandiera) | P     | Roman Vasenev                 |
| 2  | Bulgaria (bandiera) | D     | Mariyan Dimitrov              |
| 3  | Bulgaria (bandiera) | D     | Ivan Yanchev                  |
| 6  | Bulgaria (bandiera) | C     | Stefan Stoynov                |
| 7  | Bulgaria (bandiera) | C     | Kristiyan Ivanov              |
| 8  | Bulgaria (bandiera) | A     | Ventsislav Gyuzelev           |
| 9  | Bulgaria (bandiera) | A     | Trayo Grozev                  |
| 10 | Bulgaria (bandiera) | C     | Yani Nikolov                  |
| 11 | Bulgaria (bandiera) | D     | Petar Kyumurdzhiev (capitano) |
| 12 | Bulgaria (bandiera) | P     | Plamen Kolev                  |
| 14 | Bulgaria (bandiera) | D     | Rasim Syuleyman               |
| 15 | Bulgaria (bandiera) | C     | Nikolay Drosev                |
| 16 | Bulgaria (bandiera) | D     | Diyan Lefterov                |
| 20 | Bulgaria (bandiera) | D     | Murad Ibrahim                 |

| N. |                     | Ruolo | Calciatore            |
| -- | ------------------- | ----- | --------------------- |
| 21 | Bulgaria (bandiera) | C     | Sava Savov            |
| 22 | Bulgaria (bandiera) | C     | Zhivko Iliev          |
| 23 | Bulgaria (bandiera) | C     | Arif Feradov          |
| 24 | Bulgaria (bandiera) | P     | Vladislav Velikin     |
| 27 | Bulgaria (bandiera) | C     | Zhivko Dimov          |
| 30 | Bulgaria (bandiera) | C     | Radoslav Baychev      |
| 99 | Bulgaria (bandiera) | A     | Borislav Hadzhiev     |
|    | Bulgaria (bandiera) | P     | Rosen Andonov         |
|    | Bulgaria (bandiera) | D     | Diyan Moldovanov      |
|    | Bulgaria (bandiera) | D     | Dimitar Zhekov        |
|    | Bulgaria (bandiera) | C     | Nikolay Georgiev      |
|    | Bulgaria (bandiera) | C     | Antonio Laskov        |
|    | Bulgaria (bandiera) | A     | Kristiyan Parashkevov |
|    | Bulgaria (bandiera) | A     | Ivan Kolev            |